# Kreisgericht Weißenfels (Preußen)
Das Kreisgericht Weißenfels war von 1849 bis 185? ein preußisches Kreisgericht mit Sitz in Weißenfels.

## Geschichte
Die „Verordnung über die Aufhebung der Privatgerichtsbarkeit und des eximierten Gerichtsstandes sowie über die anderweitige Organisation der Gerichte“ vom 2. Januar 1849 hob dann auch die Patrimonialgerichtsbarkeit auf. Gleichzeitig wurde das Appellationsgericht Naumburg geschaffen, dem Kreisgerichte, darunter das Kreisgericht Weißenfels zugeordnet waren. Sein Sprengel umfasste:
| Sprengel | Gerichtseingesessene 1849 |
| --- | ------------------------- |
| Kreis Weißenfels ohne die Teile die den Kreisgerichten Zeitz und Naumburg zugeordnet waren                  | 30.692                    |
| Ein Teil des Kreises Querfurt: Leiha, Lunstedt, Rahlendorf, Pettstedt mit Luftschiff und Roßbach (bataille) | 1.104                     |
| Summe | 31.796                    |

Eine Gerichtskommission wurde in Hohenmölsen eingerichtet.
Nach kurzer Zeit wurde das Kreisgericht aufgelöst. Die Gerichtskommission in Hohenmölsen wurde dem Kreisgericht Zeitz zugeordnet, in Weißenfels wurde eine Gerichtskommission des Kreisgerichtes Naumburg eingerichtet.

## Gerichtskommission Hohenmölsen
Die Gerichtskommission Hohenmölsen war für die Stadt Hohenmölsen, die Ortschaften Bösau, Deuben, Deumen, Domsen, Dobergast, Großgrimma, Göthewitz, Goßerau, Gruna, Jaucha, Köttichau, Keutschen, Mederitz, Rödlitz, Oberwerschen, Queisau, Steingrimma, Steckelberg, Tackau, Unterwerschen, Wildschütz, Werben, Wurschlaub, Wählitz, Zembschen und Zetsch und die Fluren von Eulau, Greitschütz und Kostewitz sowie die in Preußen gelegenen Fluren von sieben sächsischen Orten zuständig. Dieser Sprengel umfasste 1849 5.982 Gerichtseingesessene.